# 愛知用水公団
愛知用水公団（あいちようすいこうだん）は、かつて名古屋市におかれていた特殊法人である。

## 概要

### 概説
愛知用水公団法により1955年（昭和30年）10月に設立された。木曽川水系及び豊川水系の水資源を総合的に開発してその利用の高度化を図り、食糧その他農産物の生産の増進と農業経営の合理化に資するため、大規模な灌漑・排水施設（愛知豊川用水施設）の新設及び管理、開田、開畑等の事業をおこなった。後に発足する水資源開発公団（現・独立行政法人水資源機構）の母体ともなった。
1968年（昭和43年）10月1日、水資源開発公団法の一部を改正する法律により解散。一切の権利及び義務は水資源開発公団が承継した。

### 業務
公団は、農林大臣が指示した事業基本計画にもとづいて作成した事業実施計画を大臣に提出したうえで、以下の業務をおこなった。
- 長野県、岐阜県、静岡県及び愛知県の区域のうち政令で定める区域内における次の事業の施行、およびこれらの事業の施行によって生じた施設についての災害復旧事業の施行

1. かんがい排水施設その他農地の保全又は利用上必要な施設の新設、廃止又は変更
2. 農地法第六十一条各号に掲げる土地についての開田又は開畑
3. 埋立て又は干拓、およびこれらの事業にかかる埋立予定地の処分

また、施設管理規程を作成し、これを農林大臣に提出したうえで、前述の事業の施行によって生じた施設の管理をおこなった。これらの事業の受益者は、その範囲で賦課金を負担し、受益地をその区域に含む県は、事業費用の一部を負担した。
このほか、以下の業務もおこなうことができた。
- 委託を受けての農地の改良又は造成の工事
- 発電事業若しくは水道事業の用にもっぱら供する施設で、前述の事業の施行によって生ずる施設の一部と一体的に使用されるもの（以下「専用施設」という。）を新設し、及びこれによって生ずる専用施設の貸付を行い、又は発電事業若しくは水道事業を行う者が専用施設を新設する場合に、その者に対し、これに必要な資金の供給を行うこと。

### 財務及び会計
公団は事業年度毎に農林大臣から、予算等の認可、財務諸表の承認をうけた。一方、愛知用水公団債券の発行のほか、国際復興開発銀行から長期借入金を、政府又は国際復興開発銀行以外の金融機関からは大臣の認可をうけて長期借入金又は短期借入金をおこなった。政府からは長期又は短期の資金の貸付や債券引受のほか、一定の範囲の債務保証がなされた。